# Huidschilfer

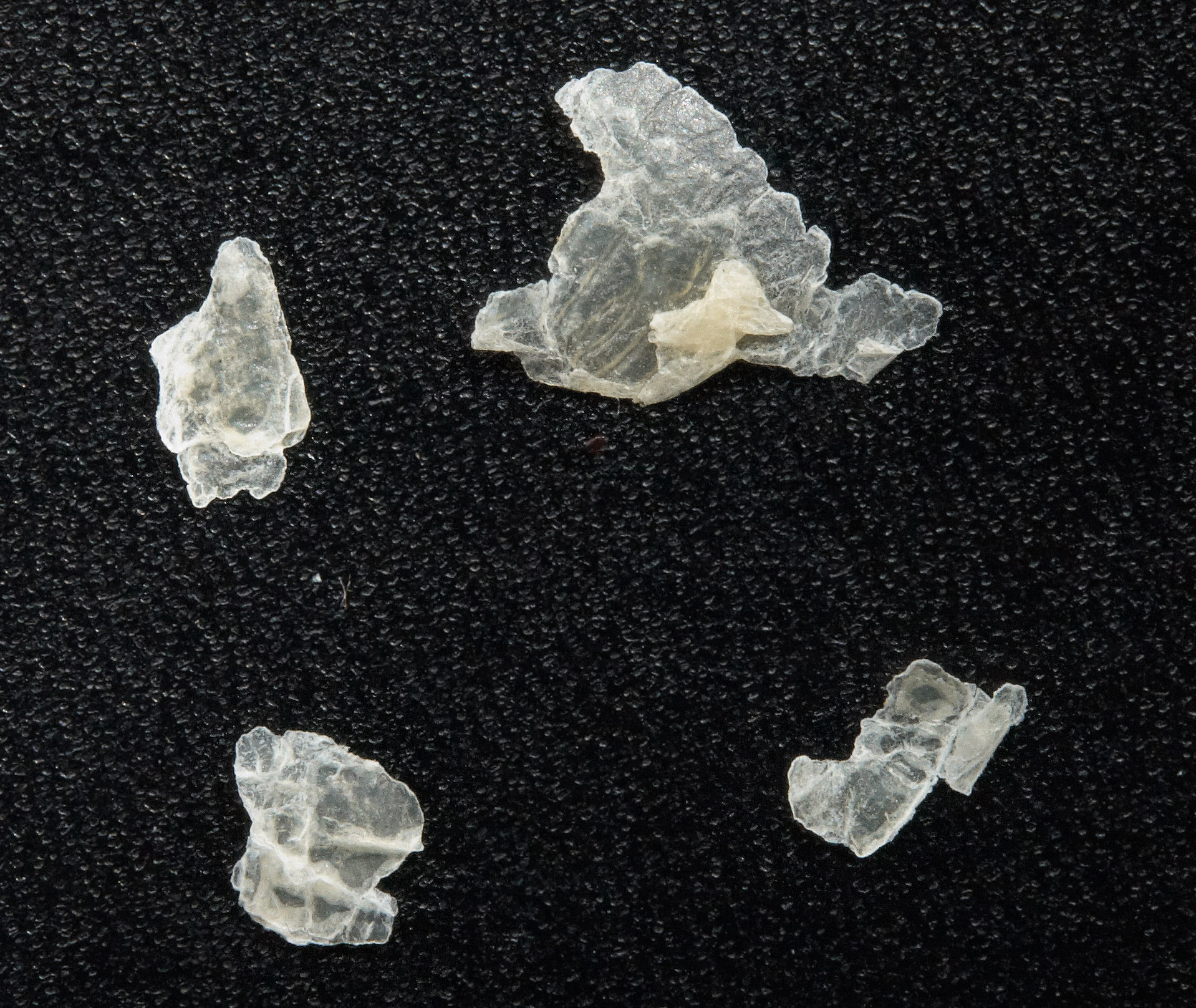
Huidschilfers sterk vergroot

Een huidschilfer is een klein deeltje van de huid van een mens of een andere diersoort. Zoogdieren raken dagelijks dode huidcellen kwijt, die als huisstof in de lucht terechtkomen. De meeste huidschilfers zijn niet zichtbaar door hun kleine afmetingen. Huidschilfers bestaan uit keratine.
Huismijten eten huidschilfers, die bijvoorbeeld in het beddengoed terechtkomen. Een mens produceert per dag voldoende huidschilfers om een miljoen mijten te voeden.
De menselijke huid kan na verbranding door de zon een sterke vervelling vertonen, waarbij veel huidschilfers vrijkomen.
Een bijzondere vorm van huidschilfers is roos, afkomstig van de behaarde hoofdhuid. 

## Dermatologie
Dermatologische afwijkingen die met huidschilfering gepaard gaan zijn:
- Psoriasis
- Ziekte van Oudtshoorn
- Zwemmerseczeem
- Ringworm
- Seborroïsch eczeem